# Captura do vapor Anhambaí
A Captura do vapor Amambaí (recebendo o evento também o nome do Morro do Caracará) ocorreu em 6 de janeiro de 1865, quando os vapores paraguaios Iporá e Rio Apa atacaram a canhoneira Amambaí, após o desembarque em Sará das pessoas que haviam sido evacuadas do Forte de Coimbra e de Corumbá. O Iporá abalroou a canhoneira Amambaí, jogando-a contra a margem, nas proximidades do Morro do Caracará.